# Leucula tiresiaria
Leucula tiresiaria är en fjärilsart som beskrevs av Achille Guenée 1857. Leucula tiresiaria ingår i släktet Leucula och familjen mätare. Inga underarter finns listade i Catalogue of Life.